# إيه جي فيزر
إيه جي فيزر Aktien-Gesellschaft "Weser" (اختصار AG "Weser") كانت واحدة من أكبر شركات بناء السفن الألمانية، وتقع على نهر فيزر في بريمن. أنشات الشركة في عام 1872 وكانت قد اغلقت بحلول عام 1983.
كانت شركة فيزر رائدة في بناء السفن في الحقبة النازية فقد قامت ببناء أنواع مختلفة من السفن -منها السفن الحربية- وصلت ل1,400 سفينة. كانت الشركة رائدة في تجمع يعرف «بناء السفن والآلات الألمانية» في بين عامي 1926 و1945، وكان هذا التجمع مكون بين ثماني شركات ألمانية.